# Michael Hjorth
Michael Hjorth   (Visby, 13 de maig de 1963) és un productor, realitzador, guionista i novel·lista suec.

## Biografia
El seu treball com a guionista està gairebé íntegrament destinat a la televisió, on va començar la seva carrera l'any 1994. En particular, el 1996, va ser el guionista principal de la sèrie de televisió sueca Mysteriet på Greveholm.
Després de dirigir, l'any 1999, un episodi de la sèrie de televisió sueca Jakten på en mördare, va produir, escriure i dirigir, l'any 2000, la pel·lícula Det okända que va guanyar el Gran Premi al Festival Internacional de Cinema de Luxemburg.

## Filmografia

### Direcció
- 1999. Jakten på en mördare (sèrie de televsió)
- 2000. Det okända
- 2006. 7 miljonärer

### Guió
- 1994. Svensson Svensson (sèrie de televisió)
- 1994. Bert (sèrie de televisió)
- 1995. Bert - den siste oskulden
- 1996. Mysteriet på Greveholm
- 1997. Svensson Svensson
- 1997. Chock 7 - I nöd och lust (programa de televisió)
- 1997. Chock 5 - Helljus (programa de televisió)
- 1997. Chock 1 - Dödsängeln (programa de televisió)
- 1999. Jakten på en mördare (sèrie de televsió)
- 2000. Det okända
- 2002. Cleo (sèrie de televisió)
- 2003. Mannen som log (sèrie de televisió)
- 2005. Steget efter
- 2009. Guds tre flickor (sèrie de televisió)

## Novel·les
Entre perèntesis, l'edició catalana.
Sèrie Bergman
- 2010 - Det fördolda (Secrets imperfectes, traducció de Jordi Boixadós, Columna edicions 2016), juntament amb Michael Hjorth.
- 2011 - Lärjungen (Crims duplicats, traducció de Jordi Boixadós, Columna edicions 2016), juntament amb Michael Hjorth.
- 2012 - Fjällgraven (Morts prescindibles, traducció de Jordi Boixadós, Columna edicions 2017), juntament amb Michael Hjorth.
- 2014 - Den stumma flickan (Silencis inconfessables, traducció de Jordi Boixadós, Columna edicions 2017), juntament amb Michael Hjorth.
- 2015 - De underkända (Càstigs justificats, traducció de Pontus Sánchez Giménez, Columna edicions 2018), juntament amb Michael Hjorth.
- 2018 - En högre rättvisa (Mentides consentides, traducció de Cristina Sala Pujol, Columna edicions 2019), juntament amb Michael Hjorth.
- 2021 - Som man sår (Veritats enterrades, traducció de Marc Delgado Casanova, Columna edicions 2021), juntament amb Michael Hjorth.
- 2024 - Skulden man bär (Culpes compartides, traducció de Jordi Boixadós, Columna edicions 2021), juntament amb Michael Hjorth.